# Renée O'Connor
Evelyn Renée O'Connor (Katy, 15 de febrero de 1971) es una actriz, directora, productora y guionista estadounidense, conocida principalmente por su papel de Gabrielle en la famosa serie de culto Xena: la princesa guerrera.

## Biografía
Hija de Walter y Sandra O'Connor, tiene un hermano llamado Chris y es hijastra del músico Eddie Wilson. Creció en la ciudad de Katy, situada a las afueras de Texas. Comenzó sus estudios de interpretación en el Houston High school of visual and performing arts y en el Taylor High School.

## Carrera
Tras graduarse en 1989, empezó a participar en anuncios publicitarios y posteriormente realizó sus primeros trabajos interpretativos en películas de bajo presupuesto como Black Snow (1989) y False Identity (1990). También realizó un papel secundario en el telefilme Disney Un ángel joven (1989), junto a Jason Priestley.
A comienzos de los años 90 colaboró en episodios de las series Historias de la cripta y Policías de Nueva York, al tiempo que intervino en los telefilmes Changes (1991), Sword of Vengeance (1993) y The Flood: Who Will Save Our Children? (1993). 
En 1993 fue secundaria en la película de aventuras Las aventuras de Huckleberry Finn. Un año más tarde, actuó en Darkman II: el regreso de Durant, secuela videográfica de la película Darkman (1991) de Sam Raimi. Raimi era el productor de esta secuela y ese mismo año pensó en ella para el papel de Deianera en el telefilme Hércules y el reino perdido. 
En 1995 trabajó en los telefilmes Follow the River y The Rockford Files: A Blessing in Disguise, pero tuvo que llegar septiembre de ese año para que se hiciese popular encarnando a Gabrielle, la bella y fiel compañera de aventuras de Xena (Lucy Lawless) en la serie Xena: la princesa guerrera (1995-2001). Para este papel se preparó físicamente y durante el rodaje aprovechó para debutar como realizadora dirigiendo dos episodios. Entre 1997 y 1999 encarnó a Gabrielle en cuatro episodios de Hercules: The Legendary Journeys (serie cuyo título es traducido como Hércules: Sus viajes legendarios en España y como Hércules: Los viajes legendarios en Hispanoamérica) y en 1998 dobló a su famoso personaje en la película animada Hércules & Xena: la batalla del Olimpo. 
Una vez concluida Xena: la princesa guerrera, en 2002 fue actriz invitada en la serie neozelandesa Mataku y dio vida a lady Macbeth en un montaje teatral de Macbeth. Posteriormente protagonizó el cortometraje One Weekend a Month (2004) y los telefilmes para la cadena Sci Fi, Alien Apocalypse (2005) y Monster Ark (2008). En 2007 actuó en dos películas de corte independiente tituladas Diamonds and Guns (de la que también fue productora ejecutiva) y Ghost Town. En 2006 colaboró en el reality show Celebrity Duets, donde coincidió con su amiga Lucy Lawless y en 2008 estrenó Boogey Man 2, producida por Sam Raimi. En el 2009 volvió con Words Unspoken, cortometraje dramático del que fue productora, guionista, directora y actriz, y por el que obtuvo importantes galardones; West Hollywood International Film Festival 2009 - Mejor Actriz, West Hollywood International Film Festival 2009 - Mejor Cortometraje y West Hollywood International Film Festival 2009 - Mejor Drama - Mención de Honor. Entre sus más recientes trabajos fílmicos se encuentran, una particular versión de la célebre novela literaria Moby Dick, titulada Moby Dick:2010 (2010), y el inspirador drama independiente Beyond The Farthest Star (2010), en el que la texana vuelve a realizar una luminosa interpretación dramática.
Renée O'Connor suele acudir a las convenciones anuales sobre Xena: la princesa guerrera celebradas en Estados Unidos y Gran Bretaña. En su tiempo libre colabora en actividades benéficas y suele practicar el alpinismo (de hecho, escaló el monte Kilimanjaro). Entre sus aficiones también figuran el kickboxing, montar a caballo y pintar. Entre 2000 y 2005 estuvo casada con Steve Muir, con quien tuvo su primer hijo llamado Miles. Desde 2005 está casada en segundas nupcias con el actor Jed Sura y ambos son padres de una hija llamada Iris.

## Filmografía

### Cine
| Año  | Título                                     | Rol                    | Notas                                                     |
| ---- | ------------------------------------------ | ---------------------- | --------------------------------------------------------- |
| 1989 | Match Point                                | Robin                  | Película de televisión                                    |
| 1989 | Night Game                                 | Lorraine Beasley       |                                                           |
| 1990 | Black Snow                                 | Jennifer Winslow       |                                                           |
| 1990 | False Identity                             | Angela Errickson       |                                                           |
| 1991 | Changes                                    | Jessica Adams          | Película de televisión                                    |
| 1991 | Stone Cold                                 | Rehén de Tinselteeth   |                                                           |
| 1993 | Sworn to Vengeance                         | Desconocido            | Película de televisión                                    |
| 1993 | Las aventuras de Huckleberry Finn          | Julia Wilks            |                                                           |
| 1993 | The Flood: Who Will Save Our Children?     | Leslie                 | Película de televisión                                    |
| 1994 | Hercules and the Lost Kingdom              | Deianeira              | Película de televisión                                    |
| 1995 | Follow the River                           | Bettie Draper          | Película de televisión                                    |
| 1995 | The Rockford Files: A Blessing in Disguise | Laura Sue Dean         | Película de televisión                                    |
| 1995 | Darkman II: El regreso de Durant           | Laurie Brinkman        |                                                           |
| 1997 | Hercules & Xena: Wizards of the Screen     | Gabrielle              | Cortometraje                                              |
| 1998 | Hércules & Xena: la batalla del Olimpo     | Gabrielle              |                                                           |
| 2001 | Accidents Don't Happen                     | Ashton                 |                                                           |
| 2004 | One Weekend a Month                        | Meg McDermott          | Cortometraje                                              |
| 2005 | Alien Apocalypse                           | Teniente Kelly Lanaman | Película de televisión                                    |
| 2007 | Ghost Town: The Movie                      | Little Jack            |                                                           |
| 2007 | Boogeyman 2                                | Dra. Jessica Ryan      |                                                           |
| 2008 | Diamonds and Guns                          | Ashley                 | También productora ejecutiva y codirectora                |
| 2008 | Monster Ark                                | Dra. Ava Greenway      | Película de televisión                                    |
| 2009 | Bitch Slap                                 | Hermana Batril         |                                                           |
| 2010 | Words Unspoken                             | Sue                    | Cortometraje; directora, productora y escritora           |
| 2010 | Moby Dick                                  | Dra. Michelle Herman   |                                                           |
| 2011 | Deadrise                                   | Paula                  |                                                           |
| 2011 | Infinity                                   | Elizabeth              | Cortometraje, productora                                  |
| 2011 | Are You Kidding Me?                        |                        | Directora                                                 |
| 2013 | Stranded From An Island                    |                        | Cortometraje; productora ejecutiva y asistente de edición |
| 2015 | Beyond the Farthest Star                   | Maurene Wells          |                                                           |
| 2015 | Last Chance                                | Carrie                 | Película de televisión; también productora ejecutiva      |
| 2015 | Broken Things                              |                        | Directora                                                 |
| 2016 | The Usual                                  | Mrs. Ford              | Cortometraje; también productora ejecutiva                |
| 2017 | Watch the Sky                              | Shannon                | Productora                                                |
| 2017 | A Question of Faith                        | Mary Danielson         |                                                           |

### Televisión
| Año       | Título                           | Rol                                     | Notas                                      |
| --------- | -------------------------------- | --------------------------------------- | ------------------------------------------ |
| 1989      | Teen Angel                       | Nancy Nichols                           |                                            |
| 1990      | Tales from the Crypt             | Camarera                                | Episodio: "The Switch"                     |
| 1991      | ABC Afterschool Specials         | Linda                                   | Episodio: "The Less Than Perfect Daughter" |
| 1992      | FBI: The Untold Stories          | Oficial Renee Lanot / Tina Marie Risico | 3 episodios                                |
| 1993      | NYPD Blue                        | Rebecca Sloane                          | Episodio: "Oscar, Meyer, Weiner"           |
| 1995-2001 | Xena: la princesa guerrera       | Gabrielle                               | Papel principal                            |
| 1997-1999 | Hercules: The Legendary Journeys | Gabrielle                               | 4 episodios                                |
| 2002      | Mataku                           | American Buyer                          | Episodio: "The Heirloom"                   |
| 2008      | Mentes criminales                | Pam Baleman                             | Episodio: "A Higher Power"                 |
| 2010      | Ark                              | Connie Miller                           | 9 episodios                                |
| 2021      | My Life Is Murder                | Clarissa Klein                          | Episodio: "Pleasure & Pain"                |

## Teatro
| Año  | Obra                | Papel                                  | Lugar                                |
| ---- | ------------------- | -------------------------------------- | ------------------------------------ |
| 2002 | Macbeth             | Lady Macbeth                           | Shakespeare by the Sea               |
| 2017 | Dinner With Friends | Beth                                   | Little Fish Theatre                  |
| 2017 | Annie               | Lily St.Regis (como Renee Sura)        | Warner Grand Theatre                 |
| 2018 | Romeo y Julieta     | La nodriza                             | Southern Shakespeare Company         |
| 2018 | On Clover Road      | Kate Hunter                            | Little Fish Theatre                  |
| 2018 | Mary Poppins        | Ms. Brill (como Renee Sura)            | Redondo Beach Performing Arts Center |
| 2019 | El mago de Oz       | Bruja Mala del Oeste (como Renee Sura) | Redondo Beach Performing Arts Center |
| 2019 | Tío Vania           | Yelena Andreyevna                      | Little Fish Theatre                  |